# Orlando Salido
Orlando Salido Rivera''' (nacido el 16 de noviembre de 1980) es un Ex Boxeador Profesional mexicano que compitió de 1996 a 2017. Ocupó múltiples campeonatos mundiales, incluido el título de peso pluma de la Federación Internacional de Boxeo  (FIB) en 2010, el título de peso pluma de la [Organización Mundial de Boxeo] (OMB) dos veces entre 2011 y 2014. Fue la primera persona en derrotar a Vasiliy Lomachenko.

## IBF peso pluma

### Robert Guerrero y la sanción disciplinaria
El 4 de noviembre de 2006, derrotó a Robert Guerrero por el título mundial de la Federación Internacional de Boxeo. Los anotadores oficiales lo calificaron 115-113, 118-110, 117-111 pero Salido dio positivo en un control antidopaje en el cual encontraron nandrolona, por lo que el fallo de la pelea fue cambiado a No Contest y el Siri fue despojado de su título, además de encarar una acción disciplinaria por parte de la Comisión de Nevada que podía consistir en una suspensión y/o una multa aunque finalmente solo se dictó una suspensión temporal.
Convencido Salido de su inocencia se defendió sometiéndose a una segunda prueba que resultó favorable para su causa pues dio negativo. Cabe destacar que la nandrolona es una sustancia que puede encontrarse de manera natural en el cuerpo humano. Pese a esto, el fallo disciplinario fue sostenido contra Salido y así se le desconoció como el campeón de la división.
Regresó al ring después de diez meses con una victoria por decisión unánime en el octavo asalto ante Marty Robbins. En su siguiente combate noqueó a Héctor Julio Ávila en una eliminatoria por el título FIB.

### Cristóbal Cruz y la revancha
El 23 de octubre de 2008 tuvo la oportunidad de luchar por el cinturón que se vio obligado a abandonar debido a su suspensión, esta vez contra el chiapaneco Cristóbal Cruz. No obstante la decisión de los tres jueces norteamericanos que resolvieron a favor de Cruz, el conteo de golpes favoreció a Salido tanto en el total de conectados como en el porcentaje, siendo que Cruz tirando más golpes conectó menos, de la siguiente manera: Cruz 259/1178 22%, Salido 272/1017 27%.
En 2009 realizó dos peleas en México, en Ensenada, Baja California y Ciudad Obregón, Sonora, venciendo en ambas por nocaut a Leonardo Reséndiz y Víctor Rodríguez. Estos combates lo prepararon para retomar su búsqueda de la corona Pluma del IBF.
19 meses después de su derrota ante Cruz, ahora el 15 de mayo de 2010, volvió a enfrentarlo en el Estadio Tomás Oros Gaytán de Ciudad Obregón, Sonora, pero esta vez, aunque también se fue a las tarjetas, los jueces le dieron el título que se le había negada por varios años. Las calificaciones luego de los 12 asaltos fueron 117-109, 117-109 y 116-110, todas en favor de Salido.

### Yuriokis Gamboa
En su próxima pelea, que lo enfrentó al campeón de peso pluma de la Asociación Mundial de Boxeo Yuriorkis Gamboa, fue derrotado por decisión unánime tras 12 asaltos. Un derechazo de Salido mandó a la lona a Gamboa en el octavo round pero la caída no fue definitiva. El cubano asestó un cabezazo en el undécimo que abrió una profusa herida en la frente de Salido además de hacerlo víctima constante durante todo el combate de varios testarazos y golpes de conejo. En el último round Salido puso un guante en la lona, pese a lo cual Gamboa todavía lo siguió golpeando. Luego de la cuenta de protección del juez Salido continuó la pelea, pero más adelante nuevamente Gamboa golpeó en la nuca a Salido, con lo que tuvo que tomarse unos segundos que le concedió el réferi Joe Cortez para recuperarse sin cuenta de protección, por lo que no fue contada como caída oficial y en su lugar se le descontaron dos puntos al boxeador cubano. Las tarjetas dieron 109-116, 109-115 y 109-114, todas en favor de Gamboa con lo que Salido dejó vacante el cinturón del IBF y Gamboa retuvo el de la WBA.

## OMB peso pluma

### Juan Manuel López, doble nocaut
El 16 de abril de 2011, enfrentó al invicto campeón peso pluma de la OMB, el puertorriqueño Juan Manuel López, en la mismísima Bayamón, Puerto Rico. Salido detuvo a López por nocaut técnico en la octava ronda para reclamar el título pluma de la OMB. Con el invicto de López también se demostró que el boricua no tenía tanta resistencia ante una pegada sólida como la del mexicano.
Salido enfrentó después a dos boxeadores asiáticos en su natal Ciudad Obregón, Sonora, primero al japonés Kenichi Yamaguchi el 23 de julio de 2011 y 17 de diciembre de ese mismo año al filipino Weng Haya. A ambos los derrotó por nocaut, al primero en el undécimo y al segundo en el octavo round.
La revancha con López se pactó para el 10 de marzo de 2012. López había perdido algo más en la primera pelea ante Salido, pues con la aplastante derrota parecía anunciarse el fin de su carrera, al menos en los primeros planos del boxeo internacional. López pidió volver a pelear en su país, Puerto Rico, pero fue Salido quien nuevamente derrotó al afamado púgil consolidándose como el campeón tirándolo en el décimo episodio.

### MickeyGarcía
El 19 de enero de 2013, en una pelea dominada por "Mickey" García, Salido pierde el título en decisión técnica en el octavo round tras un cabezazo accidental, de acuerdo al réferi, que dejó a García sin oportunidad de seguir en la pelea.

### Orlando Cruz
El 12 de octubre de 2013, Salido disputa el título interino de la misma división, abandonado por García, ante el puertorriqueño Orlando Cruz, mandándolo a la lona en el séptimo round para recuperar el cetro pluma.

### Vasyl Lomachenko
El 25 de enero de 2014 Salido enfrentó al ucraniano Vasyl Lomachenko el cinturón del Peso Pluma de la OMB, aunque el cinturón no estaba en juego para Salido ya que no cumplió con el pesaje excediéndose en 2 libras sobre el peso pactado. En una pelea cerrada donde el mexicano presionó al ucraniano, con golpes bajos y continuas cabezadas y este mostró su depurada técnica, los jueces fallaron a favor del mexicano en una decisión dividida, (116-112), (115-113) para Salido y (115-113) para Lomachenko.

## OMB peso superpluma

### Terdsak Kokietgym
El de 2014, el Siri enfrentó al tailandés Terdsak Kokietgym, en una pelea que fue candidata a pelea del año, en la cual el mexicano se fue a la lona en 3 ocasiones, (asaltos 1,2 y 5) y Terdsak Kokietgym en 4, (asaltos 1,4,7 y 11), el tailandés no se reincorporó en el round 11 y el siri se agenció el cinturón interino superpluma de la WBO ante su público en el Auditorio Municipal Fausto Gutiérrez Moreno, Tijuana, Baja California, México.

### Roman "Rocky" Martínez
El 11 de abril pierde su título superpluma ante el puertorriqueño Roman Martínez en San Juan, Puerto Rico.

## Récord profesional
| 44 Ganadas (31 KOs), 14 Derrotas y 4 Empates |                     |      |             |            |                                                                       | |
| Res.                                         | Oponente            | Tipo | Rd., Tiempo | Datos      | Localidad                                                             | Notas |
| D                                            | Miguel Román        | TKO  | 9 (10)      | 2017-12-09 | Mandalay Bay Events Center, Paradise, Nevada                          | |
| G                                            | Aristides Pérez     | RTD  | 7 (10)      | 2017-05-27 | Palenque del Expo, Ciudad Obregón, México                             | |
| E                                            | Francisco Vargas    | MD   | 12          | 2016-06-05 | StubHub Center , Carson, California                                   | Por el Título Mundial del WBC en la división Superpluma. |
| E                                            | Roman Martínez      | SD   | 12          | 2015-09-12 | MGM Grand, Las Vegas, Nevada                                          | Por el Título Mundial de la WBO en la división Superpluma. |
| D                                            | Roman Martínez      | UD   | 12          | 2015-04-11 | Coliseo José Miguel Agrelot, San Juan, Puerto Rico                    | Pierde el Título Mundial de la WBO en la división Superpluma.                                                                                                  |
| G                                            | Terdsak Kokietgym   | TKO  | 11 (12)     | 2014-09-20 | Auditorio Municipal Fausto Gutiérrez Moreno, Tijuana, Baja California | Gana el título interino de la WBO en la división Superpluma.                                                                                                   |
| G                                            | Vasyl Lomachenko    | SD   | 12          | 2014-03-01 | Alamodome, San Antonio, Texas                                         | Pierde el Título Mundial de la WBO en la división pluma al no poder dar el peso.                                                                               |
| G                                            | Orlando Cruz        | TKO  | 7 (12)      | 2013-10-12 | Thomas & Mack Center, Las Vegas, Nevada                               | Gana el Título Mundial de la WBO en la división pluma. |
| D                                            | Mikey Garcia        | TD   | 8 (12)      | 2013-01-19 | Madison Square Garden, Nueva York, Estados Unidos                     | Pierde el Título Mundial de la WBO en la división pluma. Cabezazo accidental de Salido fractura la nariz de García y la decisión tuvo que irse a las tarjetas. |
| G                                            | Moisés Gutiérrez    | TKO  | 3 (12)      | 2012-07-28 | El Palenque de la Feria, Nayarit, México                              | Pelea en la división superpluma |
| G                                            | Juan Manuel López   | TKO  | 10 (12)     | 2012-03-10 | Coliseo Roberto Clemente, San Juan, Puerto Rico                       | Defendió Título Mundial Pluma de la OMB |
| G                                            | Weng Haya           | TKO  | 8 (12)      | 2011-12-17 | Palenque de la Feria, Ciudad Obregón, Sonora                          | Pelea en la categoría Superpluma |
| G                                            | Kenichi Yamaguchi   | TKO  | 11 (12)     | 2011-07-23 | Centro de Usos Múltiples, Ciudad Obregón, Sonora                      | Defendió Título Mundial Pluma de la OMB |
| G                                            | Juan Manuel López   | TKO  | 8 (12)      | 2011-04-16 | Coliseo Roberto Clemente, San Juan, Puerto Rico                       | Título Mundial Pluma de la OMB |
| D                                            | Yuriorkis Gamboa    | DU   | 12 (12)     | 2010-09-11 | Estados Unidos, Las Vegas                                             | AMB y FIB peso pluma Mundial títulos en la línea. |
| G                                            | Cristóbal Cruz      | DU   | 12 (12)     | 2010-05-15 | Estadio Tomás Gaytán, Ciudad Obregón, Sonora, México                  | Título Mundial FIB peso Pluma |
| G                                            | Víctor Rodríguez    | KO   | 5 (10)      | 2009-06-20 | Estadio Tomás Gaytán, Ciudad Obregón, Sonora, México                  | |
| G                                            | Leonardo Resendiz   | KO   | 3 (8)       | 2009-07-17 | Ensenada, Baja California, México                                     | |
| D                                            | Cristóbal Cruz      | SD   | 12 (12)     | 2008-10-23 | Estados Unidos, Washington                                            | Título Mundial FIB peso Pluma |
| G                                            | Ernesto Aboyte      | DQ   | 6 (10)      | 2008-06-13 | Gimnasio Plurifuncional, Hermosillo, Sonora                           | Descalificación por escupir excesivamente el posicionador bucal.                                                                                               |
| G                                            | Renán Acosta        | TKO  | 4 (10)      | 2008-04-26 | Plaza de Toros Juriquilla, Querétaro, México                          | |
| G                                            | Héctor Julio Ávila  | TKO  | 6 (12)      | 2007-12-14 | Cicero Stadium 1909 S. Laramie, Cicero, Illinois, Estados Unidos      | Eliminatoria por el Título Pluma del IBF |
| G                                            | Marty Robbins       | UD   | 8 (8)       | 2007-09-14 | Congress Theatre, Chicago, Illinois, Estados Unidos                   | Los tres jueces dieron 80-71 |
| NC                                           | Robert Guerrero     | NC   | 12 (12)     | 2006-11-04 | Mandalay Bay Resort & Casino, Las Vegas, Nevada                       | Por el Título Pluma del IBF. La decisión inicial favoreció a Salido , pero se cambió debido a que dio positivo por nandrolona en un control antidopaje         |
| G                                            | Franner Trinidad    | TKO  | 1 (10)      | 2006-08-19 | Centro de Espectáculos Modelo, Ciudad Obregón, Sonora, México         | |
| G                                            | Rogers Mtagwa       | TKO  | 5 (12)      | 2006-03-18 | The Center, Evansville, Indiana, Estados Unidos                       | |
| G                                            | Leonardo Valdez     | TKO  | 1 (8)       | 2005-10-15 | Domo de la Macroplaza, Nogales, Sonora, México                        | Debut de Leonardo Valdez |
| G                                            | César Soto          | PTS  | 10 (10)     | 2005-05-06 | Ciudad Obregón, Sonora, México                                        | |
| D                                            | Juan Manuel Márquez | UD   | 12 (12)     | 2004-09-18 | MGM Grand, Las Vegas, Nevada                                          | Por el Título Superpluma de la WBA y el Título Pluma del IBF                                                                                                   |

## Títulos
Título Mundial (es)
- Federación Internacional de Boxeo Campeón de peso pluma (2010)
- Asociación Mundial de Boxeo Campeón de peso pluma (2011)